# Мечетинський район
Мечетинский район Ростовської області — адміністративно-територіальна одиниця, що існувала в РРФСР у 1924—1960 роках. 

## Історія
Мечетинський район бувло утворено в 1924 році і входив в Донський округ. 
30 липня 1930 Донський округ, як і більшість інших округів СРСР, було скасовано. Його райони відійшли в пряме підпорядкування Північно-Кавказького краю.
13 вересня 1937 року Мечетинський район увійшов до складу Ростовської області. 
У вересні 1960 року район було ліквідовано й замість нього було утворено Зерноградський район Ростовської області.